# Christian Gottfried Oertel
Christian Gottfried Oertel (* 1718 in Wittenberg; † 19. Juni 1777 in Regensburg) war ein deutscher Beamter und Fachschriftsteller. 

## Leben
Oertel absolvierte das Gymnasium in Wittenberg und besuchte anschließend die Universität Wittenberg. Dort studierte er insbesondere Rechtswissenschaften.  Nach Abschluss seiner Studien wurde er 1742 Legationskanzlist der kursächsischen Delegation beim Reichstag von Regensburg. Dieser Position starb er 1777. Er arbeitete in dieser Zeit unter anderem für Johann Friedrich von Schönberg sowie für Johann Georg von Ponickau.
Oertels Leben ist weitgehend unbekannt. Er hatte in seiner Position allerdings Zugang zum Archiv des Reichstags in Regensburg. Dies ermöglichte ihm seine umfangreichen Veröffentlichungen zu bearbeiten, wobei er hauptsächlich Informationen zusammentrug, ordnete und aufbereitete. Als sein Hauptwerk gilt das Reichs-Tags-Diarium und dessen Fortsetzungen.

## Werke (Auswahl)
- Reichs-Tags-Diarium, 7 Bände, Montag, Regensburg 1755–1766.
- Vollständiges und zuverlässiges Verzeichniß der Kaiser, Churfürsten und Stände des H. R. Reichs, wie auch derselben und auswärtiger Mächte Gesandtschaften, welche bey dem fürwährenden Reichstage, von seinem Anfange 1662 an, biß zum Jahr 1760 sich eingefunden haben, Montag, Regensburg 1760.
- Verzeichniß aller Gesandtschaften auf dem Reichstage von 1662 bis 1760., Montag, Regensburg 1862.
- Kurze, auf die Reichs-Gesetze sich gründende Abhandlung von dem Kaiserl. und des Reichs Cammer-Gerichte und dessen letztfürgewesener, auch jetzt bevorstehender Visitation, 3 Bände, Montag Regensburg 1767–1768.
- Neues Reichstags-Diarium, 6 Bände, Montag, Regensburg 1767–1777.
- Vollständiges Corpus Gravaminum Evangelicorum: Mit doppelten Registern, 4 Bände, Montag Regensburg 1771–1775.
- Sammlung der neuesten Merkwürdigkeiten, welche in das deutsche sowohl allgemeine als besondere Staatsrecht einschlagen, 3 Bände, Montag Regensburg 1775–1777.